# Wijken en buurten in Stein
De Nederlandse gemeente Stein is voor statistische doeleinden onderverdeeld in wijken en buurten. De gemeente is verdeeld in de volgende statistische wijken:
- Wijk 00 Stein (CBS-wijkcode:097100)
- Wijk 01 Elsloo (CBS-wijkcode:097101)
- Wijk 02 Urmond (CBS-wijkcode:097102)

Een statistische wijk kan bestaan uit meerdere buurten. Onderstaande tabel geeft de buurtindeling met kentallen volgens het Centraal Bureau voor de Statistiek (2008):
| CBS-buurtcode | Buurtnaam                                        | Inwonertal | Opp. totaal (ha) | Opp. land (ha) | Ligging                |
| ------------- | ------------------------------------------------ | ---------- | ---------------- | -------------- | ---------------------- |
| BU09710000    | Oud-Stein                                        | 3320       | 228              | 190            | Locatie in de gemeente |
| BU09710001    | Kerensheide                                      | 2920       | 133              | 133            | Locatie in de gemeente |
| BU09710002    | Nieuwdorp                                        | 2560       | 172              | 170            | Locatie in de gemeente |
| BU09710003    | Kleine Meers en Veldschuur                       | 260        | 35               | 35             | Locatie in de gemeente |
| BU09710004    | Maasband                                         | 140        | 254              | 238            | Locatie in de gemeente |
| BU09710005    | Centrum                                          | 2230       | 104              | 103            | Locatie in de gemeente |
| BU09710100    | Elsloo                                           | 7560       | 364              | 345            | Locatie in de gemeente |
| BU09710101    | Meers                                            | 960        | 230              | 182            | Locatie in de gemeente |
| BU09710102    | Catsop                                           | 560        | 266              | 266            | Locatie in de gemeente |
| BU09710200    | Berg aan de Maas                                 | 2050       | 102              | 89             | Locatie in de gemeente |
| BU09710201    | Urmond ten westen van Julianakanaal: Oud-Urmond  | 860        | 61               | 50             | Locatie in de gemeente |
| BU09710202    | Urmond ten oosten van Julianakanaal: Urmond-Oost | 2480       | 226              | 226            | Locatie in de gemeente |
| BU09710203    | Nattenhoven                                      | 170        | 102              | 94             | Locatie in de gemeente |